# Željeznički kolodvor Vukovar – Borovo Naselje
Željeznički kolodvor Vukovar – Borovo Naselje je željeznički kolodvor na pruzi Vinkovci – Vukovar (18,7 km) hrvatskih željeznica, od značaja za međunarodni promet te je dio željezničkog teretnog koridora koja Vukovar preko Vinkovaca spaja sa hrvatskom željezničkom mrežom i dio je međunarodnog koridora RFC10 Alpe – zapadni Balkan.

## Položaj
Željeznički kolodvor Vukovar – Borovo (danas Borovo Naselje) nalazi se u vukovarskoj gradskoj četvrti Borovo Naselje, na sjeverozapadu grada Vukovara.

## Povijest
Željeznički kolodvor izgrađen je 1879. godine kada je krak putničke željeznice od Vinkovaca proveden od Borova do Vukovara – kolodvor Priljevo, tj. do dunavske obale i današnje luke Vukovar. Do središta samog grada željeznica je produžena 1891. godine, i dalje područjem Starog Vukovara do Željezničkog kolodvora Sajmište – Stari Vukovar, tek 1912. godine.
Sve do Prvog svjetskog rata na području Slavonije i hrvatskog Podunavlja time i Vukovara obilježila je ugarska željeznička prometna politika, koja se zasnivala na radijalnom, zvjezdolikom sustavu pruga, koje su imale ishodište u Budimpešti. Ugarska je država tada pristupila ubrzanoj izgradnji željeznica u smjeru iz Budimpešte prema Rijeci preko Zagreba 1873., sa Slavonijom i Bosnom preko Osijeka i Slavonskog Broda 1875. Na području istočne Slavonije uz Osijek kao gospodarsko trgovački centar isticalo se trgovište Vukovar po svom položaju na rijeci Dunav, prirodnim bogatstvima i trgovini koje je moglo razviti prerađivačku industriju i trgovinu Dunavom, ali ugarska uprava je izostavila mogućnosti trgovišta Vukovara i izgradila 1878. prugu Budimpešta – Dalj – Brod koja je zaobišla grad Osijek, a Vukovar je dobio spoj preko Borova (naselja). Prirodna bogatstva hrvatskog Podunavlja, a uz njih trgovina i obrt predstavljali su veliko privredno bogatstvo koje je Austrija htjela razviti tako da bi povezala Podunavlje s Jadranskim morem. Srijemska županija uputila je Hrvatskoj dvorskoj kancelariji Predstavku 1863. u kojoj opširnije obrazlaže potrebu, da se željeznička pruga Zemun – Rijeka poveže s Dunavom kod Vukovara kao drugog najznamenitijeg tržišta u istočnoj Slavoniji.